# جورج إدوين ميتشيل
جورج إدوين ميتشيل (بالإنجليزية: George Edwin Mitchell)‏ هو سياسي أمريكي، ولد في 8 مايو 1844 بكامبريدج في الولايات المتحدة. حزبياً، نشط في الحزب الجمهوري.